# Brainscan
Brainscan (em Portugal, Viagem para o Inferno) é um filme de terror de 1994, realizado por 	John Flynn e com a participação de Edward Furlong, Frank Langella, Amy Hargreaves, Jamie Marsh e T. Ryder Smith.